# Wenn Liebe doch so einfach wär’
Wenn Liebe doch so einfach wär’ ist ein deutscher Liebesfilm von Katinka Feistl aus dem Jahr 2007. Die Hauptrollen übernahmen Yvonne Catterfeld und Stephan Luca.

## Handlung
Katrina Lang arbeitet am Schalter des kleinen Bahnhofs in Pinnow. Der Bahnhof soll geschlossen werden und Katrina steht jeden Tag mit einem Protestplakat an den Gleisen, wenn die ICEs Pinnow passieren, ohne anzuhalten. Eines Tages sieht sie auf einer Hochzeit den attraktiven Moritz, der sie für die Kellnerin hält. Beide sehen sich nur lange an, bevor Moritz zum Gruppenfoto mit dem Brautpaar gerufen wird. Katrina glaubt nach dem Tod ihrer Eltern Vollwaise zu sein und ist daher überrascht, dass eines Tages ein Notar vor ihr steht und angibt, dass sie geerbt habe. Zwar hat sie von dem Verstorbenen Boris Berger noch nie etwas gehört, geht jedoch mit dem Nachlassverwalter nach Hamburg. Hier trifft sie auf die Reedereifamilie Berger: Witwe Ingrid, ihre Schwägerin Lili sowie Ingrids Söhne David und Moritz, den Katrina bereits auf der Hochzeit gesehen hatte. Es stellt sich heraus, dass Boris den Familienmitgliedern das 51-%-schwere Aktienpaket der Reederei vermacht hat. Eine Klausel im Testament billigt dabei seinem Cousin Christian Lang 15 % des Gesamtpakets zu und im Falle seines Todes Christians nächstem Verwandten – Katrina. Sie will das Erbe ausschlagen, doch wird dies durch eine Zusatzklausel verhindert, nach der Katrina die Aktien für ein Jahr weder verkaufen, noch verschenken darf. Ingrid wiederum wird misstrauisch: Christian ging damals in die DDR, um seine große Liebe zu heiraten. Dies führte zum Bruch zwischen den Cousins. Ingrid vermutet in Katrina nun eine Betrügerin oder noch schlimmer, eine Kommunistin. Sie beauftragt einen Privatdetektiv mit Nachforschungen. Dennoch kommt Katrina eine Zeitlang bei den Bergers unter.
Moritz flirtet mit Katrina und unternimmt mit ihr einen Ausflug. Auch David findet Gefallen an ihr, obwohl er mit seiner Sandkastenfreundin Annett verlobt ist, und nimmt sie auf ihren Wunsch mit zur Reederei. Hier streikt ein Teil der Arbeiter und Katrina fühlt sich mit ihnen solidarisch. Sie erkennt, dass David sich noch nie persönlich mit den Arbeitern auseinandergesetzt hat, und spricht mit den Streikenden. Zudem redet sie David ins Gewissen. Auch David beginnt, sich unter ihrem Einfluss unter die Streikenden zu mischen und muss erkennen, dass die meisten ihn und seinen Führungsstil ablehnen. Er beginnt, über Katrinas Worte nachzudenken. Aus Dankbarkeit schenkt er ihr ein Ticket für eine Fahrt nach New York auf einem Stückgutfrachter der Reederei. Den Abend verbringt Katrina zu Davids Leidwesen jedoch mit Frauenheld Moritz, auch wenn der kein tieferes Interesse für Katrina hat.
Als Großaktionärin muss Katrina an der aufgrund des Streiks voreilig anberaumten Vorstandssitzung teilnehmen, wo sie sich gegen den Plan der Aktionäre stellt, Arbeiter zu entlassen, um die Reederei zu modernisieren. Mit David gelingt es ihr stattdessen, den Streikenden ein Kompromissangebot zu machen, das diese überdenken wollen und später tatsächlich annehmen. Kurze Zeit später findet ein von Ingrid organisiertes Wohltätigkeitsfest bei den Bergers statt. David lässt Katrina dafür ein kostbares Kleid schicken, doch sie vermutet, es sei ein Geschenk von Moritz. Dieser macht Katrina auf dem Fest aus einer Laune heraus einen Heiratsantrag, den sie ablehnt. Sie erkennt, dass er zahlreiche Liebschaften unter den Gästen hat und dass auch das Kleid nicht von ihm, sondern von David war. Sie zieht sich mit David zurück, der ihr seine Liebe gesteht. Das Geständnis wird wirkungslos, als Davids Verlobte Annett auf der Feier öffentlich die Hochzeit mit David verkündet. Ingrid triumphiert unterdessen, hat ihr doch der Privatdetektiv die Ergebnisse seiner Nachforschungen mitgeteilt: Katrina wurde von Christian adoptiert, ist also keine Blutsverwandte, die das Testament jedoch fordert. Lili wusste dies längst, schwieg jedoch und hatte auch Katrina beruhigt, als sie ihr von ihrer wahren Herkunft erzählte. Katrina wird aufgefordert, das Haus der Bergers am nächsten Tag zu verlassen. Zufällig findet sie hinter einem Bildrahmen ein altes Schriftstück, das deutlich macht, dass Boris Berger und Christian Lang die Reederei einst zusammen gründeten, Christian also eigentlich 50 % der Aktien zugestanden hätten, was Boris zu Lebzeiten verschwieg. Katrina ist über die Machenschaften Ingrids entsetzt, zerreißt jedoch den Vertrag, da sie von den Bergers nun überhaupt nichts mehr annehmen will. Katrina kehrt nach Pinnow zurück, wo die Schließung des Bahnhofs inzwischen feststeht. Sie packt ihre Sachen und besteigt den Stückgutfrachter gen New York. David erkennt unterdessen, wie sehr er Katrina liebt. Er trennt sich in Freundschaft von Annett und eilt Katrina auf den Frachter nach. Er will mit ihr nach New York reisen und beide küssen sich am Ende.

## Produktion
Wenn Liebe doch so einfach wär’ wurde von Juli bis August 2007 unter dem Arbeitstitel Katrina – Wenn Liebe doch so einfach wär’ in Hamburg und Umgebung gedreht. Die Kostüme schuf Claudia Landolt, die Filmbauten stammen von Iris Trescher. Die Erstausstrahlung des Films fand am 30. Oktober 2007 in Sat.1 statt. Dabei sahen 4,61 Millionen Zuschauer (14,5 Prozent Marktanteil) den Film, wobei der Film 16,7 Prozent Marktanteil bei den 14- bis 49-Jährigen erzielte. Die hohe Einschaltquote wurde unter anderem mit der zu dem Zeitpunkt laufenden Trennung Catterfelds von Wayne Carpendale und der damit einhergehenden Presseberichterstattung erklärt.

## Kritik
Der film-dienst nannte Wenn Liebe doch so einfach wär’ eine „anspruchslose (Fernseh-)Komödie, die die Schließung der DDR-Grenze reichlich verspätet als Hintergrund für eine Familiengeschichte und ihre Weitungen zu nutzen versucht.“ Die TV Spielfilm nannte den Liebesfilm eine „TV-Schmonzette“ und unrteilte: „Wenn Unterhaltung doch so einfach wär’“. Die TV-Movie bezeichnete ihn als „zuckersüßes, seichtes Märchen“, während Quotenmeter.de im Film „von Anfang bis Ende eine einzige Katastrophe“ sah, so sei die Handlung „unglaublich einfallslos und gespickt mit Klischees.“